# 2011 en Ontario
Chronologie de l'Ontario
- 2007
- 2008
- 2009
- 2010
- 2011
- 2012
- 2013
- 2014
- 2015

Cette page concerne des événements d'actualité qui se sont produits durant l'année 2011 dans la province canadienne de l'Ontario.

## Politique
- Premier ministre : Dalton McGuinty du parti libéral de l'Ontario
- Chef de l'Opposition : Tim Hudak
- Lieutenant-gouverneur : David Onley
- Législature : 39e puis 40e

## Événements

### Janvier
- Mercredi 12 janvier : un camion pour déblayer la neige est poursuivi par la police de Toronto. Il avait été volé. Il est impliqué dans un accident avec plusieurs voitures. Un officier de police de Toronto, le sergent Ryan Russell est décédé et le voleur est à l'hôpital avec des blessures[1].

- Mardi 18 janvier : environ 12,000 personnes incluant plusieurs membres de la police provinciale de l'Ontario et la police de la Gendarmerie royale du Canada sont réunis au Palais des congrès du Toronto métropolitain pour les funérailles du Sergent Ryan Russell[2],[3].

### Février
- Samedi 19 février : une explosion rupture de la Pipeline Tranc Canada (en) a Beardmore (en), forcant evacuation temporaire de la communauté[4].

### Octobre
- Jeudi 6 octobre : élection générale en Ontario.

## Décès
- 15 octobre : Earl McRae (en), journaliste (° 3 mai 1942).
- 17 octobre : Barney Danson, député fédéral de York-Nord (1968-1979) (° 8 février 1921).